# Circolo Nautico Posillipo 2005-2006
Questa voce raccoglie le informazioni riguardanti il Circolo Nautico Posillipo nelle competizioni ufficiali della stagione 2005-2006.

## Rosa
| N° |                   | Ruolo | Giocatore              |
| -- | ----------------- | ----- | ---------------------- |
|    | Italia (bandiera) | P     | Antracite Lignano      |
|    | Italia (bandiera) | P     | Fabio Violetti         |
|    | Italia (bandiera) | CV    | Maurizio Felugo        |
|    | Italia (bandiera) | D     | Fabrizio Buonocore     |
|    | Italia (bandiera) | D     | Francesco Postiglione  |
|    | Italia (bandiera) | D     | Andrea Scotti Galletta |
|    | Italia (bandiera) | D     | Carlo Silipo           |

| N° |                       | Ruolo | Giocatore           |
| -- | --------------------- | ----- | ------------------- |
|    | Italia (bandiera)     | A     | Luigi Di Costanzo   |
|    | Italia (bandiera)     | A     | Valentino Gallo     |
|    | Montenegro (bandiera) | A     | Boris Zloković      |
|    | Italia (bandiera)     | CB    | Fabio Bencivenga    |
|    | Grecia (bandiera)     |       | Chrīstos Afroudakīs |
|    | Serbia (bandiera)     |       | Vanja Udovičić      |